# تشارلي ساندز
تشارلي ساندز هو لاعب هوكي الجليد كندي، ولد في 23 مايو 1911 في Fort William, Ontario ‏ في كندا، وتوفي في 6 أبريل 1953.

## وصلات خارجية
- تشارلي ساندز على موقع دوري الهوكي الوطني (الإنجليزية)
- تشارلي ساندز على موقع EliteProspects.com (الإنجليزية)
- تشارلي ساندز على موقع HockeyDB.com (الإنجليزية)
- تشارلي ساندز على موقع Hockey-Reference.com (الإنجليزية)